# Oláh Katalin (tájfutó)
Oláh Katalin (Hajdúnánás, 1968. július 6. –) kétszeres világbajnok és harmincegyszeres magyar egyéni bajnok tájékozódási futó.

## Pályafutása
A versenyzést a nyíregyházi TITÁSZ színeiben kezdte. Később több budapesti egyesületben is megfordult (OSC, TF) jelenleg a Szegedi Vasutas SE. versenyzője. Monspart Sarolta mellett a magyar tájfutósport legeredményesebb versenyzője.